# Cliff Holton
Clifford Charles "Cliff" Holton (29. april 1929 - 31. maj 1996) var en engelsk fodboldspiller (angriber).
Holton tilbragte størstedelen af sin karriere i klubber i og omkring London, og spillede blandt andet 11 sæsoner hos Arsenal. Her var han med til at vinde både det engelske mesterskab og FA Charity Shield, inden han senere repræsenterede blandt andet Watford, Crystal Palace og Leyton Orient.

## Titler
Engelsk mesterskab
- 1953 med Arsenal

FA Charity Shield
- 1953 med Arsenal